# بطولة العالم لكرة الطائرة للرجال 1966
أقيمت بطولة العالم لكرة الطائرة للرجال 1966 في دورتها السادسة في براغ في تشيكوسلوفاكيا في الفترة من 30 أغسطس وإلى 11 سبتمبر 1966.

## الترتيب النهائي
| 1. تشيكوسلوفاكيا 2. رومانيا 3. الاتحاد السوفيتي 4. ألمانيا الشرقية 5. اليابان 6. بولندا 7. بلغاريا 8. يوغوسلافيا 9. الصين 10. المجر 11. الولايات المتحدة 12. هولندا 13. البرازيل 14. بلجيكا 15. تركيا 16. إيطاليا 17. كوبا 18. فرنسا 19. فنلندا 20. ألمانيا الغربية 21. منغوليا 22. الدنمارك | \| بطولة العالم لكرة الطائرة للرجال 1966 \| \| ------------------------------------- \| \| · تشيكوسلوفاكيا · للمرة الثانية \| |
| بطولة العالم لكرة الطائرة للرجال 1966 | |
| · تشيكوسلوفاكيا · للمرة الثانية | |